# Comando settore aeronautico sud
Il Comando settore aeronautico sud era un Alto Comando della Regia Aeronautica nato nel 1936.

## Storia
Il Comando settore aeronautico sud di Mogadiscio, poi Aeroporto Internazionale Aden Adde, nasce il 1º ottobre 1936 dalla chiusura del Comando aviazione della Somalia (ex Brigata aerea mista dell'Aviazione della Somalia italiana) quando era così composto:
- XXV Gruppo autonomo Neghelli:
  - 8ª Squadriglia;
  - 9ª Squadriglia;
  - 1ª Squadriglia Ro.1 Somala
- XXXI Gruppo autonomo Giggiga:
  - 65ª Squadriglia;
  - 66ª Squadriglia;
  - 108ª Squadriglia;
- XLV Gruppo autonomo Mogadiscio:
  - 2ª Squadriglia;
  - 22ª Squadriglia;
  - 107ª Squadriglia;
- Squadriglia di Stato maggiore Somalia - Mogadiscio.[1]